# Pałac Inkwizycji
Pałac Inkwizycji (hiszp.: Palacio de la Inquisición) – dawna siedziba hiszpańskiej inkwizycji, istniejącej między XV a XIX wiekiem gałęzi katolickiej inkwizycji obejmującej swą jurysdykcją rozległe terytoria hiszpańskiego imperium.

## Historia
Początki działalności inkwizycji w Cartagenie sięgają roku 1610. Stała się ona wówczas trzecim, po Veracruz i Limie, ośrodkiem inkwizycji w hiszpańskiej Ameryce. Jej jurysdykcja obejmowała tereny Wicekrólestwa Nowej Granady. Działalność inkwizycji rozpoczęła się na mocy dekretu Filipa III. Pierwszy budynek został zniszczony w czasie angielskiego ataku w roku 1741. Obecny budynek wzniesiony został w 1770 roku. Pałac zbudowany został w stylu barokowym. Służył on inkwizycji do roku 1812, gdy zakończyła działalność w związku z niepodległością Kolumbii.
Pod koniec XIX wieku właścicielem pałacu był Bartolomé Martínez Bossio, który przystosował go na cele swojego zamieszkania. Jednak w 1940 roku rząd Kolumbii odkupił pałac od potomków Bossio i przeznaczył go na muzeum.
W 1983 roku z okazji 450 lecia miasta Cartagena budynek doczekał się remontu.
Najwyraźniejszym elementem architektury budynku jest barokowy portal. Na fasadzie ulokowane są również, wykonane z drewna, balkony. Do budowy pałacu wykorzystano wapień.

## Muzeum
Pałac znajduje się obecnie w rękach Muzeum Historycznego Cartagena de Indias. Stałe ekspozycje, które można oglądać w pałacowych salach to Sala Niepodległości poświęcona drodze Kolumbii do niepodległości, Sala historii Cartageny oraz wystawa poświęcona inkwizycji i prawom człowieka.